# Ormuz (miasto)
Ormuz (pers. هرمز) – miasto w południowym Iranie, w ostanie Hormozgan, na wyspie Ormuz. W 2006 roku miasto liczyło 5699 mieszkańców w 1143 rodzinach.